# 長栄寺 (恵那市)
長栄寺（ちょうえいじ）は、岐阜県恵那市長島町中野にある聖観世音菩薩を本尊とする曹洞宗の寺院。山号は法昌山。恵那三十三観音霊場二番。

## 歴史
慶長5年（1600年）に、可児郡中村の大智山愚渓寺住の正峯祖全が大崎の地に結んだ宝福庵をその嚆矢とする。
寛文元年（1661年）に長栄寺に寺号を改め、恵那郡竹折村にある瑞現寺の末寺となった。
天和元年（1681年）に中尾山 威徳院の跡地である現在地に移転した。
元禄3年(1690年)庫裡を建立。
宝永8年(1711年)客殿の建立がなされた。
文政12年（1829年）瑞現寺十世の霊一如童により法地となった。
嘉永2年（1849年）には竜宮門の形式で鐘楼門が建てられた。
嘉永6年（1853年）、恵那郡東野村の宗久寺の伽藍が焼失したが、
安政6年（1859年）に長栄寺の金端俊猊が再建した。
現在の庫裡は昭和11年（1936年）に再建されたものである。
平成30年（2018年）には本堂の改築が行われている。
寺の背後にある山には7世紀後半頃の能万寺古墳群があり、岐阜県の史跡に指定されている。

## 関連寺院
- 愚渓寺 (御嵩町)
- 瑞現寺 (恵那市)
- 宗久寺 (恵那市)